# ヴィーナスの帯を解くキューピッド
『ヴィーナスの帯を解くキューピッド』（ヴィーナスのおびをほどくキューピッド、英: Cupid Untying the Zone of Venus, 露: Амур развязывает пояс Венеры）は、ロココ期のイギリスの画家ジョシュア・レノルズが1788年に制作した絵画である。油彩。ギリシア神話の愛と美の女神アプロディテと悪戯好きの息子エロス（ローマ神話のヴィーナスとキューピッド）を主題としている。レノルズの最も人気のある作品の1つで、いくつか知られるバージョンのうち最後に制作された。ロシア皇帝エカチェリーナ2世によって購入され、現在はサンクトペテルブルクのエルミタージュ美術館に所蔵されている。また最初のバージョンがロンドンのテート・ブリテンに、2番目のバージョンがサー・ジョン・ソーンズ美術館に所蔵されている。

## 制作背景
本作品は1784年に初代カリスフォート伯爵ジョン・プロビーの発注によって制作された第1のバージョンをレノルズ自身が複製したものである。この第1のバージョンは同年に『ニンフとキューピッド』（Nymph and Cupid）というタイトルでロイヤル・アカデミーの展覧会で展示された。絵画は展覧会でセンセーションを巻き起こし、報道機関から多くの好意的な意見が寄せられた。

･･･最も美しく魅力的なシーンで、キューピッドはニンフの帯を解いている。ニンフの特徴には美しさと表現力が含まれており、色彩にはフランドル派とヴェネツィア派の暖かさと豊かさが含まれている。この作品には大きな美点がある。からかうようなニンフはコケティッシュに背後にもたれかかり、片方の目を手で覆うことがもう片方の目の表現をさらに豊かにしている。ジョシュア卿には賞賛の言葉を送り尽くせないほどである。私たちが賞賛するジョシュア卿の『ニンフとキューピッド』は、ホールにあるどの絵画よりも優れている。そのコンセプトと表現力は、彼以外の芸術家には決してそのように描くことはできなかったであろう。

1787年にはジョン・ラファエル・スミスによってエングレーヴィングが制作された。絵画はカリスフォート伯爵家によって長年にわたり所有されたのち、1871年にテート・ギャラリーに収蔵された。なお、ペンと茶色のインクで描かれた「椅子で休む少女」と呼ばれる準備素描が現存している。この作品ではおそらく画家の姪の1人と思われる少女が描かれており、絵画の女性と外見上の類似点はないが、ポーズや身振りは完全に同一のものである。一時はロイヤル・アカデミーに所蔵されていた。現在は個人コレクションに所蔵されている。
第2のバージョンは初代トモンド侯爵マロー・オブライエンと結婚した姪のメアリーへの贈物として1785年に制作された。このバージョンは1821年5月、クリスティーズで行われたメアリーのコレクションの競売に出品され、有名なイギリス人の建築家ジョン・ソーンが535ポンドで購入した。ソーンの死後に絵画は『草の中の蛇、あるいは美の帯を解く愛』（The Snake in the Grass; or Love unloosing the zone of Beauty）と題され、サー・ジョン・ソーンズ美術館のコレクションとして収蔵された。

## 制作経緯

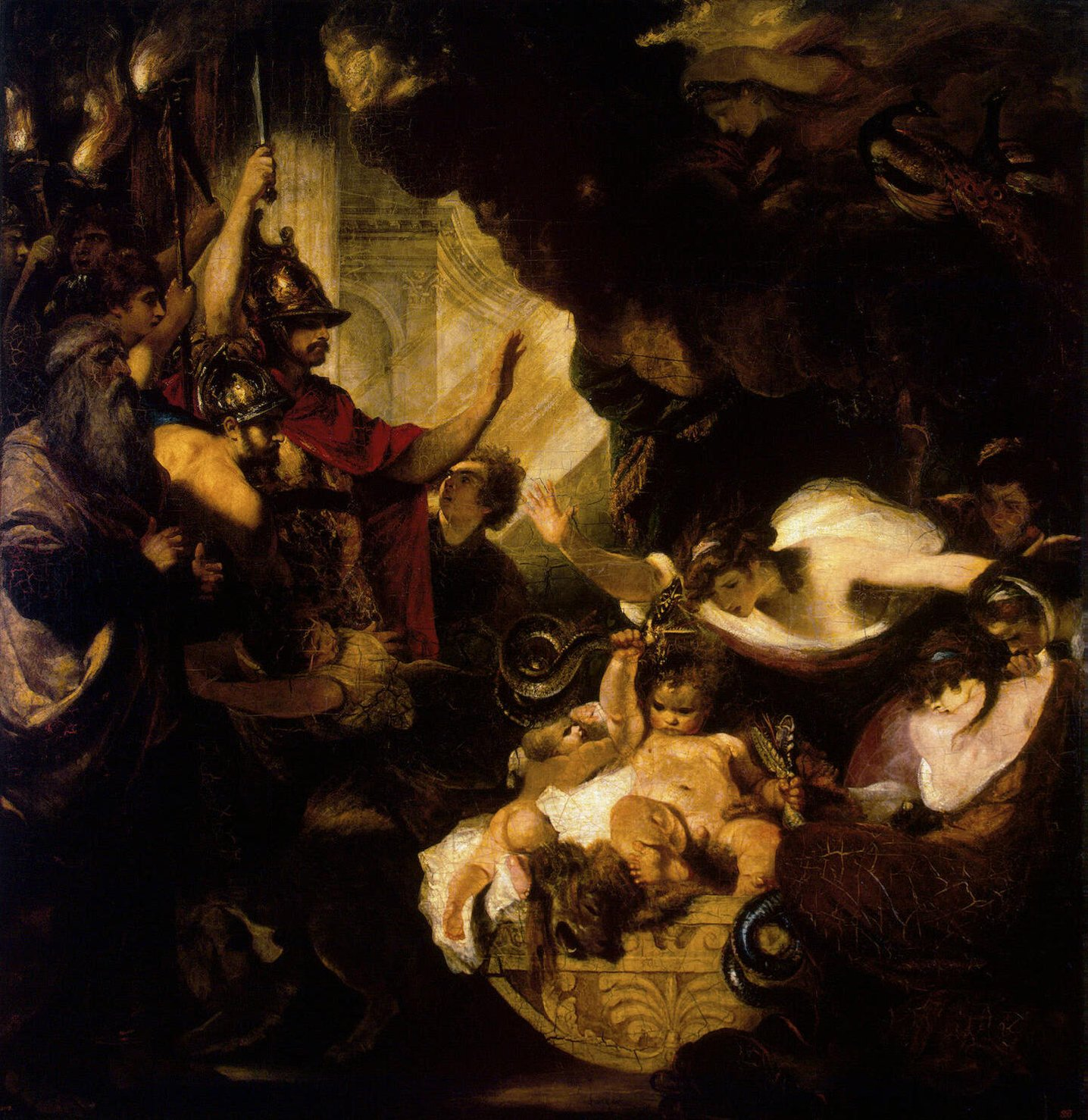
レノルズの神話画『蛇を絞め殺す幼児のヘラクレス』。エルミタージュ美術館所蔵。

第1のバージョンを画家に発注したカリスフォート伯爵は1785年から1787年にかけてサンクトペテルブルクを何度か訪問した。その際にエカチェリーナ2世に対して、レノルズがイギリス画壇を主導する巨匠であると同時に当代随一の美術理論家であり、ロイヤル・アカデミーの創設者にして初代会長であるにもかかわらず、彼女のギャラリーにレノルズの作品が1点もないことを指摘した。この指摘を受けてエカチェリーナ2世はレノルズに神話画の大作『蛇を絞め殺す幼児のヘラクレス』（Infant Hercules Strangling the Serpents）を発注した。一方、カリスフォート伯爵はエカチェリーナ2世の共同統治者であったグリゴリー・ポチョムキンに贈呈するため、再び同じ構図の本作品を発注した。カリスフォート伯爵とポチョムキンは友人であり、商売相手であった。レノルズの帳簿には「1788年6月14日、カリスフォート卿のためのニンフ、ポチョムキン公に送ること。1050ギニー」と記されている。

## 作品
レノルズは草むらで後方にもたれかかるヴィーナスを描いている。女神は微笑みながら鑑賞者を見つめ、コケティッシュな仕草で右手で顔を覆い、自身に向けられた無遠慮な視線を避けている。一方で息子のキューピッドは母の上に小さな身体を乗せ、上目遣いでヴィーナスを注意深く観察しながら、女神のウエストを締める青いシルクの帯の両端をつかんで引っ張り、解こうとしている。画面のすぐ奥に1本の木が立ち、枝に赤いドレープがかけられ、女神の両腕に影を落としている。
官能的な親密さと叙情性にあふれた本作品は、ティツィアーノ・ヴェチェッリオの豊かで深みのある色調と、ヴェネツィア派絵画に見出せない愛らしい女性の表情を兼ね備えている。色彩を重要視したレノルズは暖かみのある配色をしつつ、青いリボンの寒色を用いて暖色とのコントラストを強調している。ロシアの美術家アレクサンドル・ベノワは本作品について、エルミタージュ美術館のレノルズの3点の作品の中で「最もエレガント」であると評している。
第1のバージョンにはヴィーナスの左肘近くの草むらの中に1匹の蛇が描かれており、この蛇がタイトルの別名の「草の中の蛇」の由来となった。蛇はジョン・ラファエル・スミスの複製では明確に描かれているものの、第2のバージョンでは既に省略されており、本作品においても長らく省略されているものと見なされていた。しかしロシア皇帝アレクサンドル3世の皇后マリア・フョードロヴナの絵画目録には「草の中の蛇」というタイトルで記載され、後に「乙女の恥じらい」と記載された。2017年にエルミタージュ美術館で行われた絵画の詳細な調査で、草の中から見えにくい蛇の頭が発見された。E・P・レンヌ（E. P. Renne）は本作品の文脈における蛇は男性器の象徴であると指摘している。
ヴィーナスないしニンフのモデルに関する正確な情報は知られていない。しかし顔の特徴や身体の優雅さから当時美女として名高かったエマ・ハートと考えられている。後にハミルトン夫人となり、ネルソン提督の愛人となったエマ・ハートはレノルズやジョージ・ロムニーに挑発的なポーズをとることさえあった。
サイズは以前の2つのバージョンと比べてわずかに大きくなっている。

## 来歴

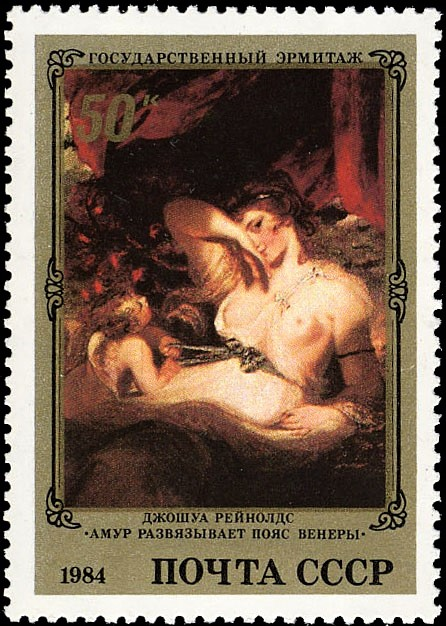
旧ソ連時代の1984年発行の切手。シリーズ「エルミタージュの傑作：イギリス絵画」の1枚。

ポチョムキンはカリスフォート伯爵から贈られた絵画を冬宮殿にある自身の部屋に置いており、死後に皇后エカチェリーナ2世によって購入された。ポチョムキンの死後に作成された財産目録には「座って服をいじるキューピッドと戯れているヴィーナス」と記され、250ルーブルと評価されている。1797年から1837年まで、冬宮殿の皇后マリア・フョードロヴナの化粧室に置かれていた。現在は冬宮殿の300号室に展示されている。

## 影響
『ヴィーナスの帯を解くキューピッド』はレノルズの最も人気のある作品の1つで、レノルズの生前から数多く模写された。旧ソ連時代の1984年、通信省から本作品の絵柄を採用した切手が発行された。切手の額面は50カペイカであった。